# Chiesa di San Giorgio Martire (Alta Val Tidone)
La chiesa di San Giorgio Martire è la parrocchiale di Pecorara, frazione del comune sparso di Alta Val Tidone, in provincia di Piacenza e diocesi di Piacenza-Bobbio; fa parte del vicariato della Val Tidone.

## Storia
Già nell'Alto Medioevo Pecorara ricadeva nella giurisdizione del monastero di San Colombano di Bobbio; la chiesa del paese fu riedificata nel XV secolo.
La prima pietra della nuova parrocchiale venne posta nel 1792; la struttura, disegnata da Pietro Speltini in stile neoclassico, fu portata a termine nel 1797 e l'anno successivo si provvide a costruire il campanile su progetto dell'elvetico Francesco Antonini.
Nel 1900 venne realizzata la canonica e nel 1976 la chiesa fu adeguata alle norme postconciliari; nel 2005 si procedette al restauro della parrocchiale.

## Descrizione

### Esterno
La facciata a salienti della chiesa, rivolta a sudovest e affacciata sul sagrato realizzato in pietra, è scandita da lesene e suddivisa in due registri da una cornice marcapiano; quello inferiore presenta centralmente il portale d'ingresso, accessibile tramite una scalinata di 5 gradini posti a ventaglio, una targa dedicatoria in marmo e una finestra a lunetta e ai lati, nelle ali minori, altre due finestre semicircolari, mentre quello superiore è caratterizzato da una nicchia ospitante una statua con soggetto San Giorgio, scolpita da Paolo Perotti.
Annesso alla parrocchiale è il campanile a base quadrata, la cui cella presenta su ogni lato una monofora ed è coronato dalla guglia poggiante sul tamburo.

### Interno
L'interno dell'edificio, che presenta una pianta basilicale, si compone di un'unica navata, sulla quale si affacciano le sei cappelle laterali, decorate con stucchi della bottega Ferroni, e le cui pareti sono scandite da lesene doriche sorreggenti la cornice aggettante sopra la quale si imposta la volta a botte unghiata; al termine dell'aula si sviluppa il presbiterio, rialzato di alcuni gradini e chiuso dall'abside semicircolare.
Sono presenti un crocifisso in legno del Settecento la cui realizzazione è stata attribuita all'artista valsesiano Giovanni Sceti, l'altare maggiore, di gusto barocco realizzato dall'artista lombardo Giovanni Maria Bignetti e precedentemente situato all'interno dalla chiesa di San Vincenzo di Piacenza e Il coro intarsiato, realizzato da Giovanni Vitali nel 1808 e caratterizzato da elementi tipicamente locali.